# Cristina Semenzi da Calvisano
Beata Cristina Semenzi, o Beata Cristina da Spoleto (Calvisano, 4 agosto 1435 – Spoleto, 13 febbraio 1458), è stata una religiosa italiana, beatificata nel 1834 da papa Gregorio XVI.

## Biografia

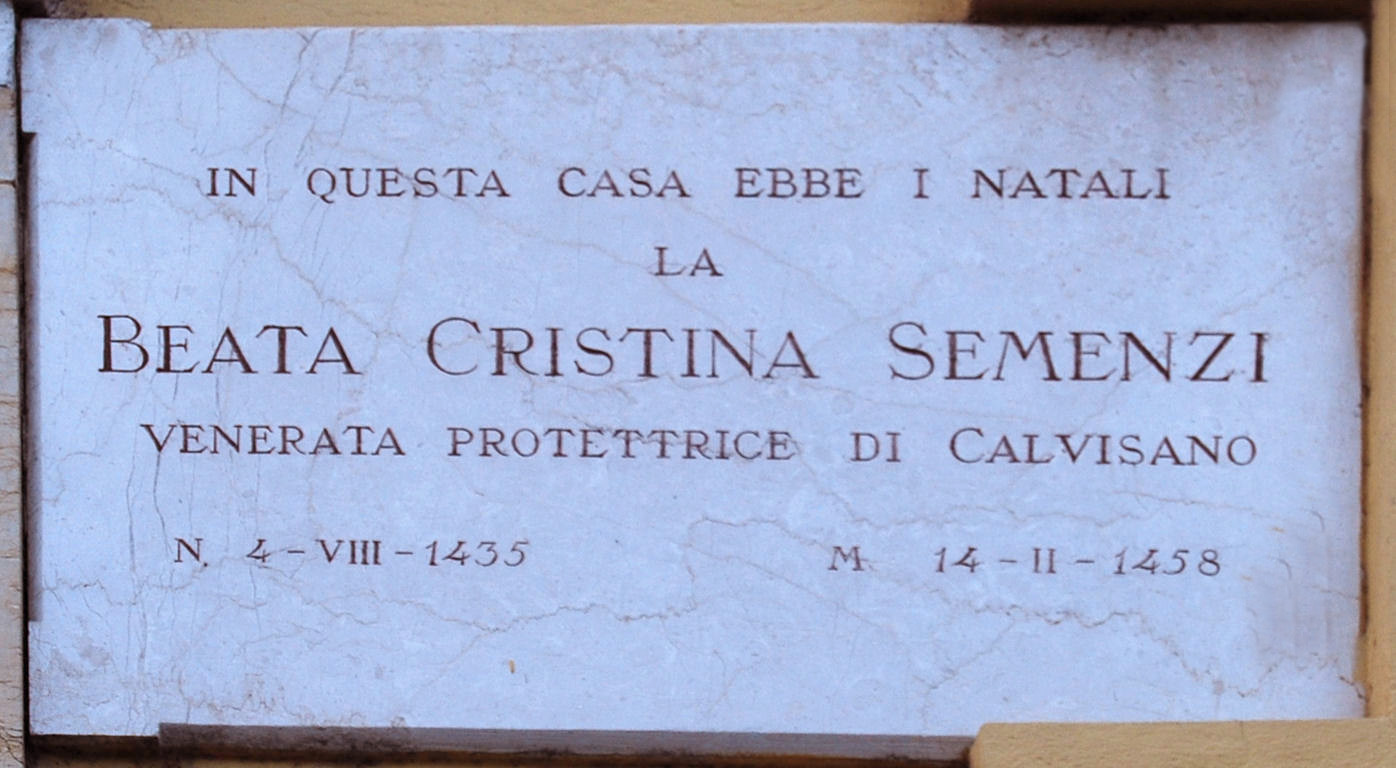
Lapide sulla casa natale

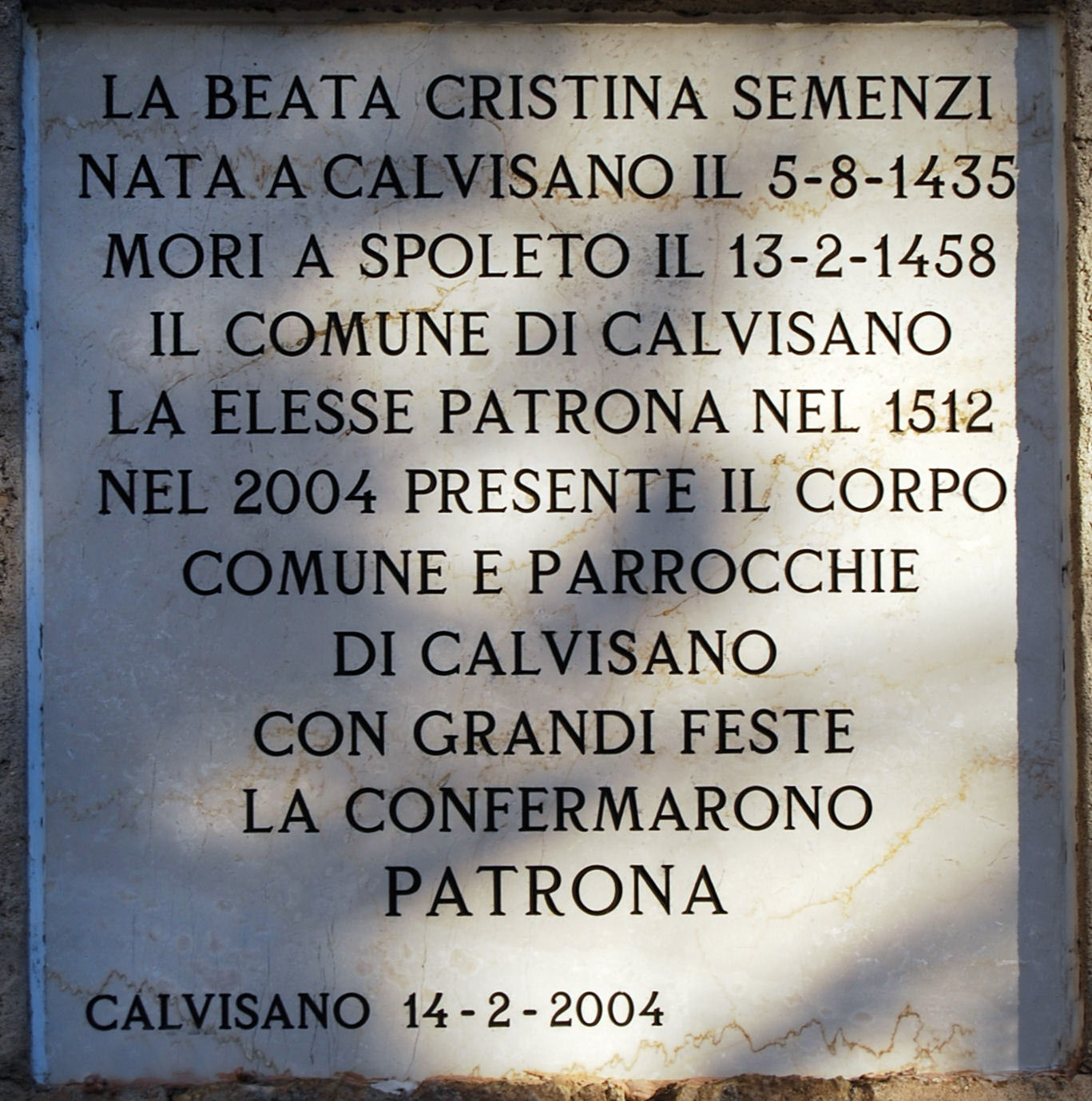
Lapide commemorativa sulla chiesa parrocchiale

Le informazioni sulla vita della beata Cristina da Spoleto sono incerte e contraddittorie.
Secondo alcune fonti, nacque a Calvisano, appartenente ad una famiglia contadina di umili origini, abbandonò giovanissima la famiglia e si dedicò alla vita religiosa entrando a Brescia nel convento di San Barnaba vestendo l'abito delle Suore terziarie di Agostino d'Ippona. 
Si prodigò nell'assistenza ai poveri e ai malati prima a Roma poi ad Assisi ed infine nell'Ospedale della Stella a Spoleto, dove morì nel 1458.
Secondo il Martirologio Romano la beata Cristina si chiamava di cognome Camozzi, era sposata e vedova prima di farsi suora. Questa versione secondo Virginio Prandini è errata.
È stata eletta patrona di Calvisano nel 1512.

## Culto

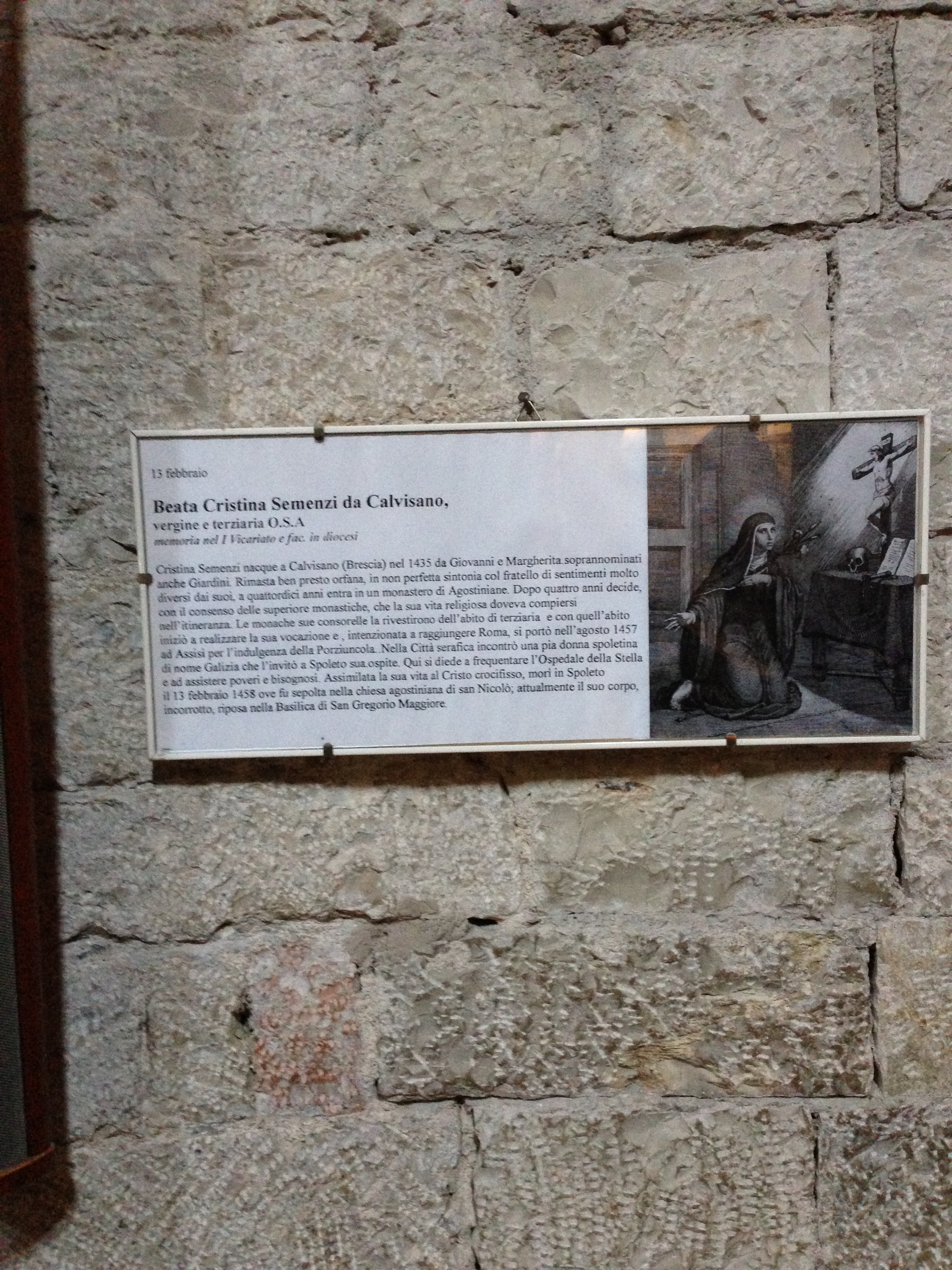
Tomba della Beata Cristina, didascalia

Cristina fu sepolta nella chiesa di S. Nicolò degli Agostiniani. Chiuso il monastero di San Nicolò nel 1803, venne spostata nel santuario della Madonna di Loreto.

Calvisano dal 1512 la celebra come Patrona il 14 Febbraio. 

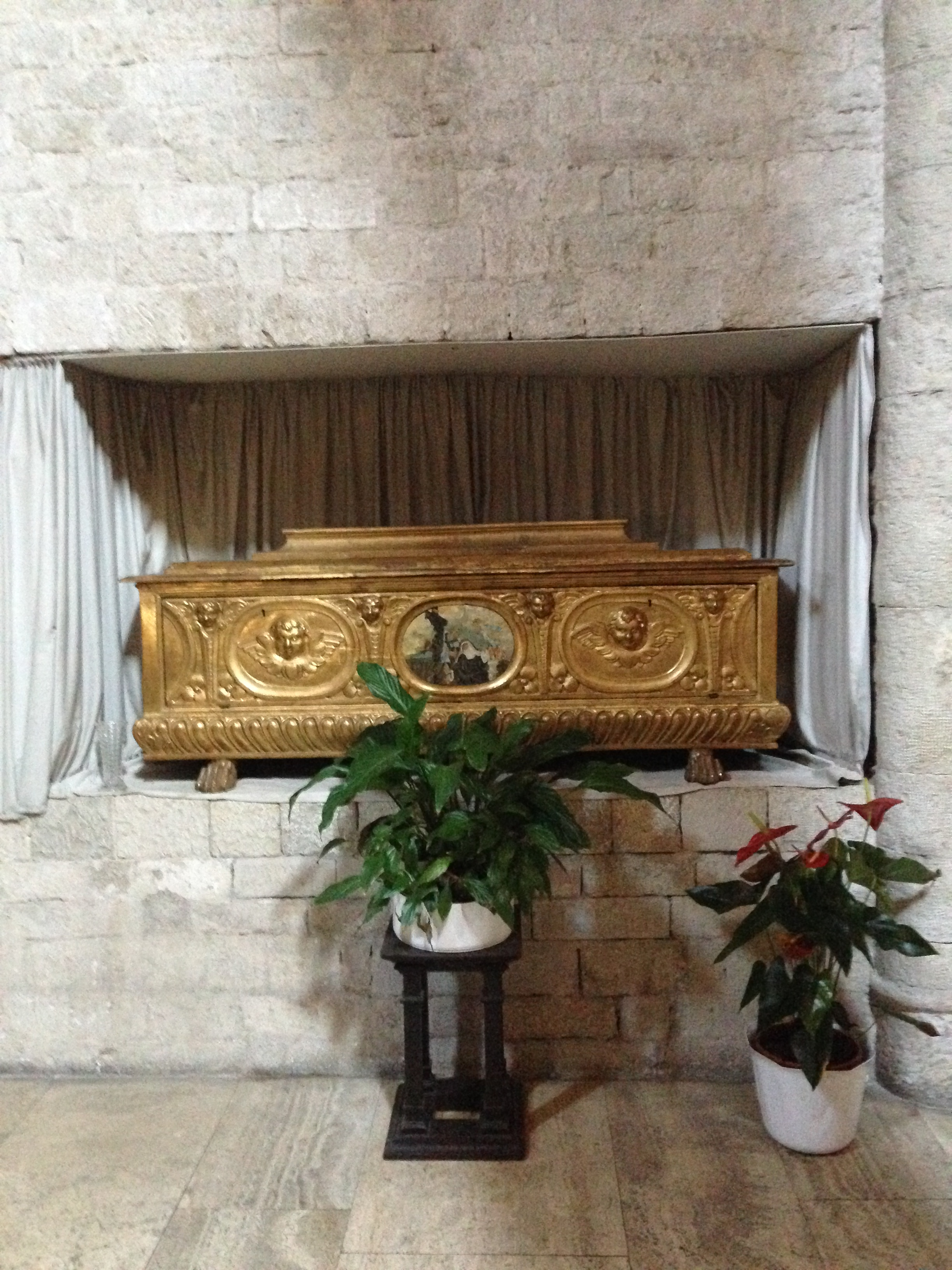
Tomba della Beata Cristina Semenzi da Calvisano in Spoleto, Basilica di San Gregorio Maggiore

Nel 1834 Papa Gregorio XVI la Proclamò Beata. La Santa Sede Papa Pio IX nel 1869 approvò il culto della Beata Vergine nella Parrocchia di Calvisano e successivamente in tutta la Diocesi di Brescia.
Nel 1921 le sue spoglie sono state trasferite all'interno della Basilica di San Gregorio Maggiore, dove è rimasta fino al 31 gennaio del 2015, quando è stata traslata nella sua città natale di Calvisano (BS).